# Фајнман-Кацова формула
Фајнман-Кацова формула, названа по Ричарду Фајнману и Марку Кацу, успоставља везу између параболичних парцијалних диференцијалних једначина и стохастичких процеса. Када су Марк Кац и Ричард Фајнман били на Корнелу, Кац је присуствовао Фајнмановом предавању и приметио да њих двојица раде на истој ствари из различитих праваца. Добијена је Фајнман-Кацова формула, која строго доказује стварни случај Фајнманових интегралних путања. Сложени случај, који се јавља када је укључен и спин честице, још није доказан.
Ова формула нуди метод рјешавања одређених парцијелних диференцијалних једначина симулацијом случајних путања стохастичког процеса. Насупрот томе, важна класа очекивања случајних процеса може се израчунати помоћу детерминистичких метода.

## Теорема
Размотримо парцијалне диференцијалне једначине
{\displaystyle {\frac {\partial u}{\partial t}}(x,t)+\mu (x,t){\frac {\partial u}{\partial x}}(x,t)+{\tfrac {1}{2}}\sigma ^{2}(x,t){\frac {\partial ^{2}u}{\partial x^{2}}}(x,t)-V(x,t)u(x,t)+f(x,t)=0,}
дефинисане за све {\displaystyle x\in \mathbb {R} } и {\displaystyle t\in [0,T]}, који зависе од терминалног стања
{\displaystyle u(x,T)=\psi (x),}
гдје су μ, σ, ψ, V, f познате функције, T је параметар, а {\displaystyle u:\mathbb {R} \times [0,T]\to \mathbb {R} } је непознато. Тада на Фајнман-Кацова формула говори да се рјешење може записати као условно очекивање
{\displaystyle u(x,t)=E^{Q}\left[\int _{t}^{T}e^{-\int _{t}^{r}V(X_{\tau },\tau )\,d\tau }f(X_{r},r)dr+e^{-\int _{t}^{T}V(X_{\tau },\tau )\,d\tau }\psi (X_{T}){\Bigg |}X_{t}=x\right]}
под мјером вјероватноће Q, тако да је X Itô процес вођен једначином
{\displaystyle dX=\mu (X,t)\,dt+\sigma (X,t)\,dW^{Q},}
где је WQ(t) Винеров процес (такође познат као Брауново кретање) под Q, а почетни услов за X(t) је X(t) = x.

## Доказ
Доказ да је ова формула рјешење диференцијалне једначине је дуг, тежак и није приказан овде. Међутим, разумно је једноставно показати да, ако постоји рјешење, оно мора имати облик наведен изнад.
Нека је u(x, t) рјешење горенаведене диференцијалне једначине. Примјеном правила производа у Itô процесу на процес
{\displaystyle Y(s)=e^{-\int _{t}^{s}V(X_{\tau },\tau )\,d\tau }u(X_{s},s)+\int _{t}^{s}e^{-\int _{t}^{r}V(X_{\tau },\tau )\,d\tau }f(X_{r},r)\,dr}
добија се
{\displaystyle {\begin{aligned}dY={}&d\left(e^{-\int _{t}^{s}V(X_{\tau },\tau )\,d\tau }\right)u(X_{s},s)+e^{-\int _{t}^{s}V(X_{\tau },\tau )\,d\tau }\,du(X_{s},s)\\[6pt]&{}+d\left(e^{-\int _{t}^{s}V(X_{\tau },\tau )\,d\tau }\right)du(X_{s},s)+d\left(\int _{t}^{s}e^{-\int _{t}^{r}V(X_{\tau },\tau )\,d\tau }f(X_{r},r)\,dr\right)\end{aligned}}}
С обзиром да је
{\displaystyle d\left(e^{-\int _{t}^{s}V(X_{\tau },\tau )\,d\tau }\right)=-V(X_{s},s)e^{-\int _{t}^{s}V(X_{\tau },\tau )\,d\tau }\,ds,}
трећи члан је {\displaystyle O(dt\,du)} и може се изоставити. Такође имамо да је
{\displaystyle d\left(\int _{t}^{s}e^{-\int _{t}^{r}V(X_{\tau },\tau )\,d\tau }f(X_{r},r)dr\right)=e^{-\int _{t}^{s}V(X_{\tau },\tau )\,d\tau }f(X_{s},s)ds.}
Примјеном Itô's леме на {\displaystyle du(X_{s},s)}, слиједи да
{\displaystyle {\begin{aligned}dY={}&e^{-\int _{t}^{s}V(X_{\tau },\tau )\,d\tau }\,\left(-V(X_{s},s)u(X_{s},s)+f(X_{s},s)+\mu (X_{s},s){\frac {\partial u}{\partial X}}+{\frac {\partial u}{\partial s}}+{\tfrac {1}{2}}\sigma ^{2}(X_{s},s){\frac {\partial ^{2}u}{\partial X^{2}}}\right)\,ds\\[6pt]&{}+e^{-\int _{t}^{s}V(X_{\tau },\tau )\,d\tau }\sigma (X,s){\frac {\partial u}{\partial X}}\,dW.\end{aligned}}}
Први члан садржи, у заградама, горњу парцијалну диференцијалну једначину и стога је нула. Оно што остаје је
{\displaystyle dY=e^{-\int _{t}^{s}V(X_{\tau },\tau )\,d\tau }\sigma (X,s){\frac {\partial u}{\partial X}}\,dW.}
Интеграцијом овог рјешења од t до T, може се закључити да је
{\displaystyle Y(T)-Y(t)=\int _{t}^{T}e^{-\int _{t}^{s}V(X_{\tau },\tau )\,d\tau }\sigma (X,s){\frac {\partial u}{\partial X}}\,dW.}
Након узимања очекивања, условљених са Xt = x, и посматрајући да је десна страна Itô интеграл, који има очекивање нула, слиједи да је
{\displaystyle E[Y(T)\mid X_{t}=x]=E[Y(t)\mid X_{t}=x]=u(x,t).}
Жељени резултат добија се опажањем да је
{\displaystyle E[Y(T)\mid X_{t}=x]=E\left[e^{-\int _{t}^{T}V(X_{\tau },\tau )\,d\tau }u(X_{T},T)+\int _{t}^{T}e^{-\int _{t}^{r}V(X_{\tau },\tau )\,d\tau }f(X_{r},r)\,dr\,{\Bigg |}\,X_{t}=x\right]}
и напокон
{\displaystyle u(x,t)=E\left[e^{-\int _{t}^{T}V(X_{\tau },\tau )\,d\tau }\psi (X_{T})+\int _{t}^{T}e^{-\int _{t}^{s}V(X_{\tau },\tau )\,d\tau }f(X_{s},s)\,ds\,{\Bigg |}\,X_{t}=x\right]}

## Примјена
У финансијској математици, Фајнман-Кацова формула се користи да се ефикасно израчунају рјешења Блек-Шолове једначине за цијене акција.